# Великие Мокряны
Великие Мокряны (укр. Великі Мокряни) — село в Судововишнянской городской общине Яворовского района Львовской области Украины.
Население по переписи 2001 года составляло 192 человека. Занимает площадь 4,912 км². Почтовый индекс — 81385. Телефонный код — 3234.